# Carrie Lam
Carrie Lam Cheng Yuet-ngor (ur. 13 maja 1957 w Wan Chai) – hongkońska polityk, szefowa administracji Hongkongu w latach 2017-2022 . Pierwsza kobieta na tym stanowisku. W 1980 roku rozpoczęła pracę w administracji rządu Hongkongu. 1 lipca 2007 roku objęła stanowisko sekretarza ds. rozwoju. Od 1 lipca 2012 do 30 czerwca 2017 sekretarz ds. administracji .
Lam jest zwolenniczką bliższej integracji Hongkongu z Chinami. Jest przeciwna wzmocnieniu autonomii tego regionu . Obejmując władzę, zapowiedziała wprowadzenie chińskiej edukacji patriotycznej do programów szkół, a także uchwalenie prawa przeciwko osobom wzywającym do niepodległości Hongkongu .
W czerwcu 2019 roku w Hongkongu wybuchły protesty przeciwko projektowi ustawy dotyczącej ekstradycji z Hongkongu do Chin, demonstranci domagali się dymisji Lam. Na skutek protestów Lam odłożyła pracę nad ustawą .